# Juri Knorr
Juri Knorr, né le 9 mai 2000 à Flensbourg, est un joueur allemand de handball. Il évolue au poste de demi-centre.
Il obtient sa première sélection avec l'Allemagne le 5 novembre 2020 contre la Bosnie-Herzégovine et évolue avec le club du Rhein-Neckar Löwen depuis 2021.
Son père, Thomas Knorr, est également handballeur international.
L'année 2024 marque un cap dans sa carrière. Demi-finaliste du championnat d'Europe 2024 puis finaliste des Jeux olympiques de Paris, il est les deux fois élu meilleur demi-centre de la compétition. Puis en septembre, il annonce quitte l'Allemagne et les Rhein-Neckar Löwen pour rejoindre à partir de 2025 le club danois de l'Aalborg Håndbold.

## Palmarès

### Clubs
compétitions nationales
- Vainqueur du Championnat d'Espagne (1) : 2019
- Vainqueur de la Coupe d'Allemagne (1) : 2023

### Sélections nationale
- 12e place au championnat du monde 2021
- 6e place aux Jeux olympiques de 2021 à Tokyo
- 5e place au championnat du monde 2023
- 4e place au championnat d'Europe 2024
- médaille d'argent aux Jeux olympiques de 2024 à Paris

### Distinctions personnelles
- élu meilleur arrière gauche du championnat d'Europe des moins de 18 ans 2018 (en)
- élu meilleur jeune joueur du championnat du monde 2023
- meilleur passeur du championnat du monde 2023 (52 passes)
- élu meilleur demi-centre du championnat d'Europe 2024
- élu meilleur demi-centre des Jeux olympiques de 2024